# Staffordshire University
Staffordshire University é uma universidade localizada no condado de Staffordshire, Inglaterra, de onde a Universidade leva o nome.
Foi criada em 1971, com o status de colégio politecnico, e em 1992 se tornou uma universidade.
Tem 15.190 estudantes.